# Carlos Torres
| Asteroidi scoperti: 37                                        | Asteroidi scoperti: 37 |     |
| ------------------------------------------------------------- | ---------------------- | --- |
| 1973 Colocolo                                                 | 18 luglio 1968         | [1] |
| 1974 Caupolican                                               | 18 luglio 1968         | [1] |
| 1992 Galvarino                                                | 18 luglio 1968         | [1] |
| 2028 Janequeo                                                 | 18 luglio 1968         | [1] |
| 2282 Andrés Bello                                             | 22 marzo 1974          |     |
| 2518 Rutllant                                                 | 22 marzo 1974          |     |
| 2654 Ristenpart                                               | 18 luglio 1968         | [1] |
| 2741 Valdivia                                                 | 1º dicembre 1975       | [2] |
| 2784 Domeyko                                                  | 15 aprile 1975         |     |
| 2858 Carlosporter                                             | 1º dicembre 1975       | [2] |
| 2976 Lautaro                                                  | 22 aprile 1974         |     |
| 3050 Carrera                                                  | 13 luglio 1972         |     |
| 3361 Orpheus                                                  | 24 aprile 1982         |     |
| 3922 Heather                                                  | 26 settembre 1971      |     |
| 3970 Herran                                                   | 28 giugno 1979         |     |
| 4269 Bogado                                                   | 22 marzo 1974          |     |
| 4853 Marielukac                                               | 28 giugno 1979         |     |
| 4878 Gilhutton                                                | 18 luglio 1968         | [1] |
| 4881 Robmackintosh                                            | 1º dicembre 1975       |     |
| 5569 Colby                                                    | 22 marzo 1974          |     |
| 5659 Vergara                                                  | 18 luglio 1968         | [1] |
| 6217 Kodai                                                    | 1º dicembre 1975       | [2] |
| (6888) 1971 BD3                                               | 27 gennaio 1971        | [3] |
| (6889) 1971 RA                                                | 15 settembre 1971      | [3] |
| (6940) 1972 HL1                                               | 19 aprile 1972         |     |
| (7045) 1974 FJ                                                | 22 marzo 1974          |     |
| (7151) 1971 SX3                                               | 26 settembre 1971      |     |
| (7975) 1974 FD                                                | 22 marzo 1974          |     |
| (8605) 1968 OH                                                | 18 luglio 1968         | [1] |
| 9917 Keynes                                                   | 26 giugno 1979         |     |
| (10993) 1975 XF                                               | 1º dicembre 1975       | [2] |
| (12660) 1975 NC                                               | 15 luglio 1975         | [2] |
| (16352) 1974 FF                                               | 22 marzo 1974          |     |
| (17350) 1968 OJ                                               | 18 luglio 1968         | [1] |
| (27655) 1968 OK                                               | 18 luglio 1968         | [1] |
| (29079) 1975 XD                                               | 1º dicembre 1975       | [2] |
| 43722 Carloseduardo                                           | 18 luglio 1968         | [1] |
| - [1] con S. Cofré - [2] con Sergio Barros - [3] con J. Petit |                        |     |

Carlos Torres (1929 – 2011) è stato un astronomo cileno.
È stato membro dell'Unione Astronomica Internazionale.
Gli è stato dedicato, congiuntamente con Carlos Guillermo Torres, l'asteroide 1769 Carlostorres.

## Scoperte
Tra il 1968 e il 1982 ha scoperto, o co-scoperto insieme a S. Cofré, 37 asteroidi all'Osservatorio di Cerro El Roble dell'Università del Cile.
Ha scoperto le comete non periodiche C/1979 M3 (Torres), C/1980 L1 (Torres) e C/1987 F1 (Torres).
Ha co-scoperto, con l'astronomo cileno José Maza Sancho, una supernova, SN1980G .

## Selezione di pubblicazioni
- H. Wroblewski, C. Torres, and S. Barros, Minor Planet Positions, Publicaciones Departmento de Astronomia Universidad de Chile, Vol. II, No. 7, pp. 215-244, (1977)
- H. Wroblewski, C. Torres, S. Barros, and M. Wischnjewsky, Minor planet positions obtained at Cerro Calan Observatory during 1978-1980, Astronomy and Astrophysics Supplement Series, vol. 51, pp. 93-95 (Jan 1983)
- H. Wroblewski, and C. Torres, New proper-motion stars south of declination -40 deg and right ascension between 00 H and 04 H 30 M, Astronomy and Astrophysics Supplement Series (ISSN 0365-0138), vol. 78, no. 2, pp. 231-247 (May 1989)
- H. Wroblewski and C. Torres, New proper motion determination of Luyten catalogue stars (LTT) south of declination -40 degrees and right ascension between 00 H and 04 H 30 M, Astronomy and Astrophysics Supplement Series (ISSN 0365-0138), vol. 83, no. 2, pp. 317-329 (May 1990)
- H. Wroblewski and C. Torres, New proper-motion stars south of declination -40 deg and right ascension between 04h 30m and 16h 00m, Astronomy and Astrophysics Supplement Series (ISSN 0365-0138), vol. 91, no. 1, pp. 129-169 (Nov 1991)
- H. Wroblewski and C. Torres, New proper motion determination of Luyten catalogue stars (LTT) south of declination -40 deg and right ascension between 04 H 30 M and 16 H 00 M, Astronomy and Astrophysics Supplement Series (ISSN 0365-0138), vol. 92, no. 3, pp. 449-472 (Feb 1992)
- H. Wroblewski and C. Torres, Proper motion LTT stars −5<DE<−30, 0<RA<13h30, VizieR On-line Data Catalog: J/A+AS/128/457